# Poilley (Manche)
Poilley ist eine französische Gemeinde im Département Manche in der Normandie. Sie gehört zum Arrondissement Avranches und zum Kanton Pontorson. Nachbargemeinden sind Pontaubault im Nordosten, Saint-Quentin-sur-le-Homme im Norden, Ducey-Les Chéris im Osten, Saint-Aubin-de-Terregatte im Süden und Juilley im Südwesten.

## Bevölkerungsentwicklung
| Jahr      | 1962 | 1968 | 1975 | 1982 | 1990 | 1999 | 2008 | 2018 |
| --------- | ---- | ---- | ---- | ---- | ---- | ---- | ---- | ---- |
| Einwohner | 716  | 644  | 663  | 612  | 663  | 666  | 803  | 916  |

## Sehenswürdigkeiten
- Abtei Montmorel, Monument historique seit 1980
- Kirche Saint-Martin
- Kriegerdenkmal

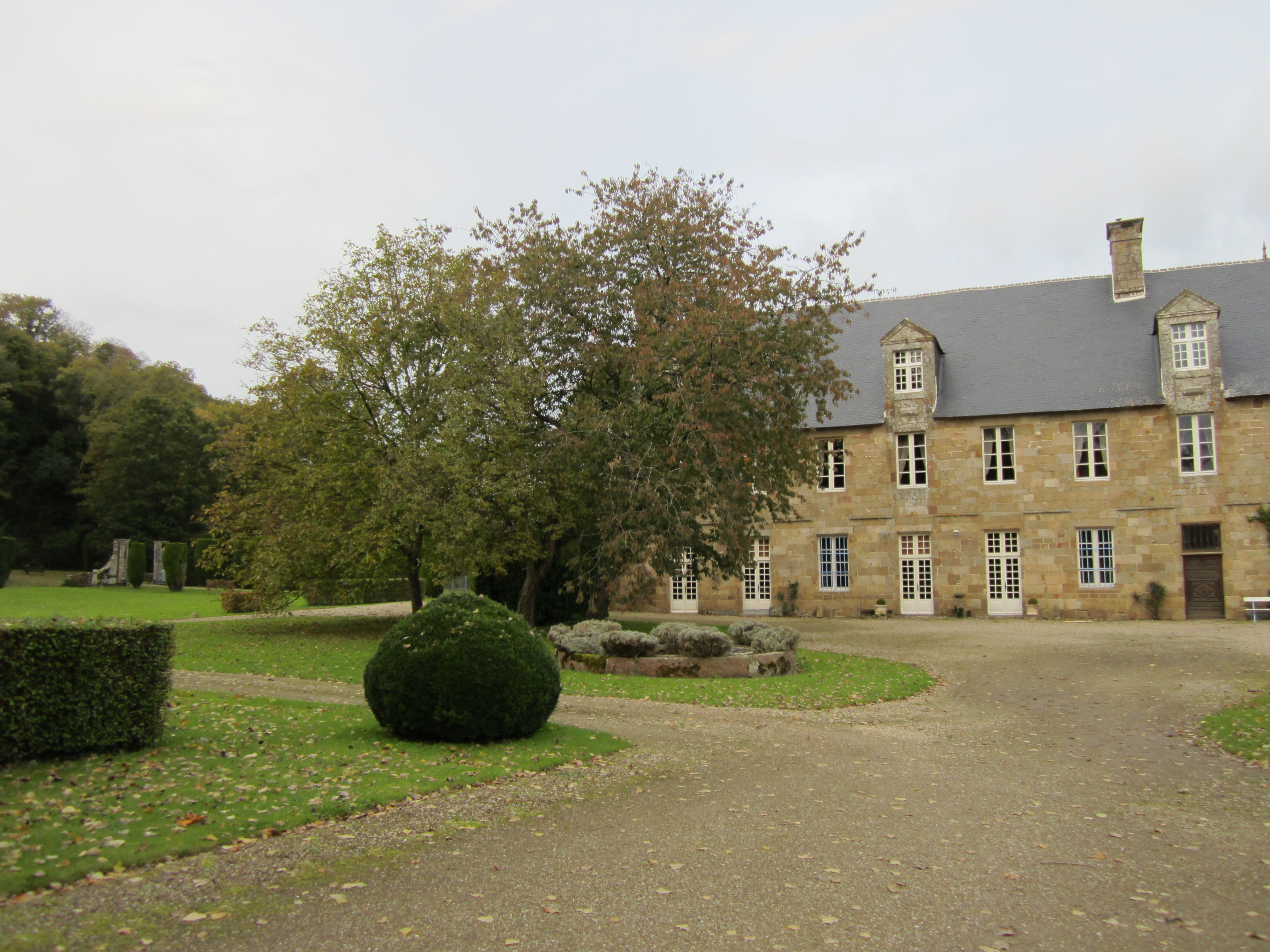
Abtei Montmorel
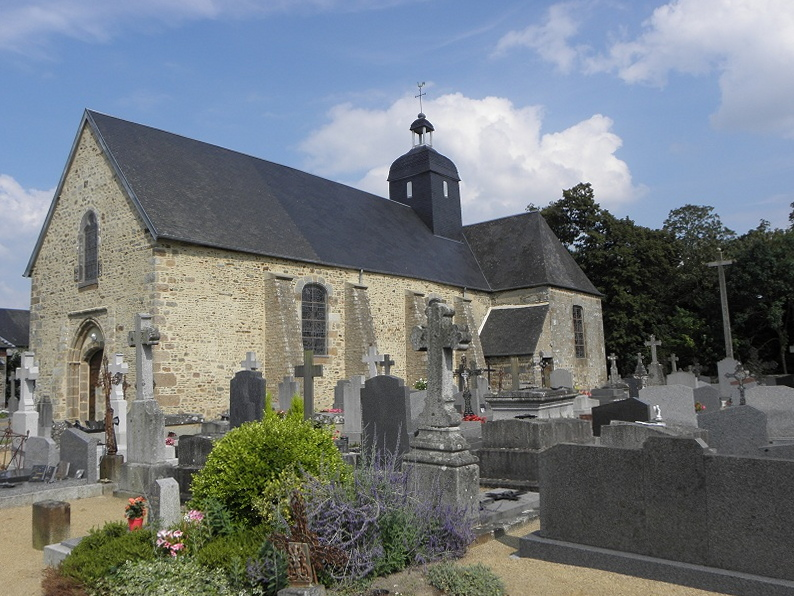
Kirche Saint-Martin

## Persönlichkeiten
- Marcel Gauchet (* 1946), Historiker, Philosoph und Soziologe